# Ajaigarh
Ajaigarh (Hindi: अजयगढ़, Ajaygaṛh) ist ein Ort mit etwa 17.000 Einwohnern (Zensus 2011) im Norden des indischen Bundesstaats Madhya Pradesh. Er liegt in dessen Verwaltungsdistrikt Panna.
Ajaigarh war Hauptstadt des früheren Fürstenstaates Ajaigarh.